# コロニア (ポンペイ州)

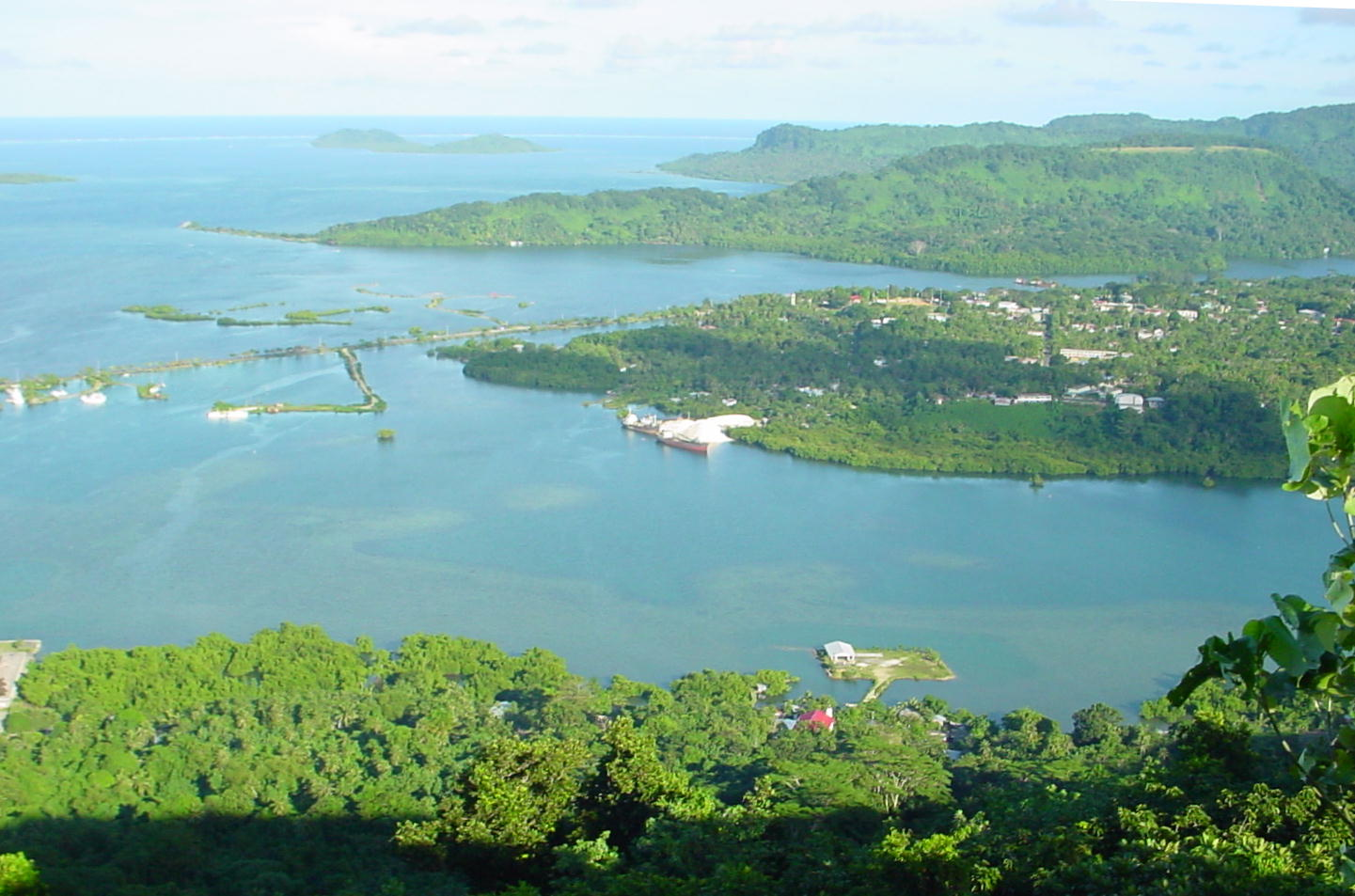
コロニアの風景

コロニア（英: Kolonia）は、ミクロネシア連邦のポンペイ州の州都。

## 概要
ポンペイ島の北部に位置する。人口は6068人（2010年）。1989年11月までミクロネシア連邦の首都。現在はパリキールに遷都。
コロニア港は、ミクロネシア連邦の主要港湾のひとつ。
なお、ヤップ島のコロニアとは無関係。